# Surveyor–4

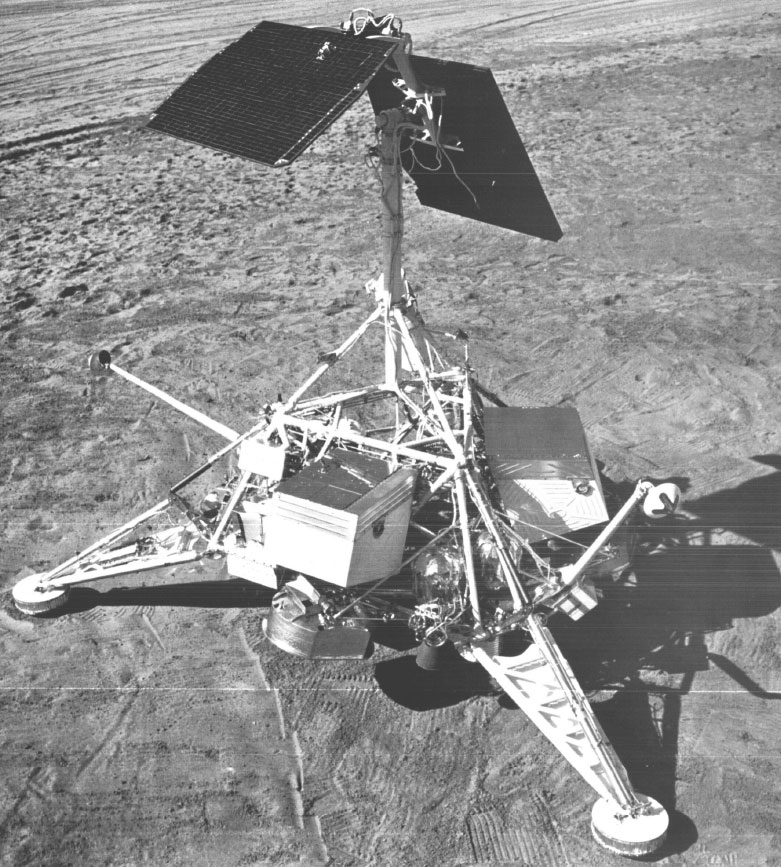
Az űrszonda modellje

Surveyor–4 (angolul: térképész) az amerikai Surveyor-program űrszondája, technikai okok miatt nem tudott landolni.

## Küldetés
A NASA tévé-kamerával, talajmechanikai berendezésekkel és analizátorokkal felszerelt szerkezeteket juttatott a Hold felszínére. A program célja, elősegíteni az Apollo-program keretében végrehajtandó emberes Holdra szállását.

## Jellemzői
1967. július 14-én egy Atlas–Centaur rakétával indították a Air Force Eastern Test Range űrbázisról. A második kozmikus sebességet elérve direkt pályán indult a Hold felé. Repülés közben pályakorrekciót hideggázrakétákkal végeztek, helyzetét stabilizálták. A referencia érzékelők a Napot és a Canopus csillagot vették célba.
1967. július 17-én Holdra szállás közben 1600 kilométer holdmagasságban a folyékony hajtóanyagú fékezőrakéták működésében technikai probléma keletkezett, egyben megszakadt a kapcsolat az űrszondával.
Az űreszköz felépítése, műszerezettsége megegyezett a Surveyor–3 űrszondával. A Surveyor 3 méter magas, három lábon álló dúralumínium, csővázas építmény. A váz fogta össze a üzemanyagtartályt, rakétahajtóművet, telekommunikációs egységet, vezérlőegységet, az 1,5 méterre kinyúló manipulátorkart, antennákat. Energiaellátását akkumulátorok (cink-ezüst) és napelemek (1 négyzetméter) összehangolt egysége biztosította volna. Tömege induláskor 1,5 tonna, leszállás után 300 kilogramm.

## Külső hivatkozások
- Surveyor-2. lib.cas.cz. [2013. október 13-i dátummal az eredetiből archiválva]. (Hozzáférés: 2012. december 28.)
- Surveyor-2. hq.nasa.gov. [2012. május 2-i dátummal az eredetiből archiválva]. (Hozzáférés: 2012. december 28.)

| Elődje: Surveyor–3 | Surveyor-program 1966–1968 | Utódja: Surveyor–5 |